# Ледени човек (стрип)
Ледени човек је 25. епизода стрип серијала Кен Паркер објављена у Лунов магнус стрипу бр. 514. Објавио ју је Дневник из Новог Сада у септембру 1982. године. Имала је 94 стране и коштала 23 динара (1,12 DEM; 0,44 $). Епизоду је нацртао Иво Милацо, а сценарио написао Ђ. Берарди. Аутор насловне стране је непознат.

## Оригинална епизода
Оригинална епизода објављена је у децембру 1979. године под насловом Lily e il cacciatore (Лили и ловац.). Издавач је била италијанска кућа Cepim. Коштала је 500 лира (0,62 $; 1,07 DEM). Оригиналну насловницу је нацртао Иво Милацо.

## Кратак садржај
Радња се дешава у децембру 1875. године. Овога пута Кен се налази са батаљоном војника у утврђењу у изградњи Форт Шо (близу Великих водопада и Сунчане реке у Монтани). На почетку епизоде Кен спашава малог пса мешанца из клопке за зечеве, и даје јој име Лили (по Тигрици Лили, тада популарној pin-up девојци).
Форт Шо је утврђење које је се управо гради, након договора Америке владе и предсатвника локалних индијанских племена по коме би утврђење требало да означи границу након које ће индијанци бити заштићени. Кен је, међутим, сумњичав према овом договору, јер у име индијанаца угворе потписују четворицса индијанаца, који не представљају никога, већ су се продали ”за неколико прекричавача и шаку дувана”. Усред ноћи, Дакоте изненада нападају војнике и праве покољ у логиору. Једини преживели је Кен, који је тешко рањен на два места. Лили га најпре спашава од вукова. Након тога Кен успева да се докопа пећине.